# Governador Valadares
Governador Valadares – miasto w Brazylii, w stanie Minas Gerais.
Liczba mieszkańców w 2000 roku wynosiła 235 881.
W mieście mają siedzibę kluby piłkarskie EC Democrata i Valadares EC.

## Współpraca
- Framingham, Stany Zjednoczone
- Everett, Stany Zjednoczone
- Newark, Stany Zjednoczone